# The Kills
The Kills é uma banda de garage rock, formada pela norte-americana Alison "VV" Mosshart (vocais e guitarra) e pelo britânico Jamie "Hotel" Hince (vocais, guitarra e bateria).

## História
Antes de os dois músicos de juntarem para formarem os The Kills, Alison fazia parte da banda punk rock Discount, e Hince do grupo rock Scarfo. Os músicos conheceram-se quando Mosshart ouviu Hince a ensaiar num quarto de hotel, por cima do seu. Começaram, então, a enviar os seus trabalhos por correio mas, passado alguns meses, Mosshart decidiu viajar da Flórida para junto de Hince, em Londres.
Os seus primeiros trabalhos são apoiados por uma caixa de ritmos. Em 2002, participam na composição Restaurant Blouse, incluída na compilação If the Twenty-First Century Did Not Exist, It Would Be Necessary to Invent It, e pouco depois editam o primeiro EP, Black Rooster EP. A crítica comparou-os aos The White Stripes.
A gravação não poderia ser baseada em suas bandas anteriores. A gravação contou com fotos de Alison e Jamie em uma máquina que tira fotos 3x4. Musicalmente, eles são uma mistura de estilo lo-fi com Garage rock e Blues. Embora a dupla cite PJ Harvey, LCD Soundsystem, The Velvet Underground, The Fall, Patti Smith, Suicide e Royal Trux como influências diretas, sua música é altamente comparada com outra dupla, The White Stripes.

### Keep on Your Mean Side
Seguindo em turnê internacional, eles entraram na Toe Rag Studios, onde os White Stripes gravaram seu álbum Elephant, para gravar seu álbum de estreia Keep on Your Mean Side, em 2 semanas. Distribuído nos Estados Unidos e Reino Unido pela Rough Trade Records, o álbum foi no mesmo estilo do EP.
Mantendo sua atitude anti-indústria musical, a banda raramente conseguiu entrevistas. Em vez disso, eles faziam a imprensa irem aos seus shows ao vivo (qua ainda incluem uma bateria). Alison enquanto canta, raramente fala com o público, enquanto Jamie solta riffs de blues em seu instrumento. 
Em 2005, "Monkey 23" foi usado no filme "De battre mon cœur s'est arrêté", feito por Jacques Audiard. Ela é tocada durante os créditos.
Em 2006, "Wait" foi usada no filme Children of Men, de Alfonso Cuarón.  Ela foi tocada na Radio Avalon e foi descrita como "uma explosão de volta ao passado de 2003, quando um belo momento as pessoas recusavam aceitar o futuro que está chegando". Em 2007, as músicas "Cat Claw" e "Wait" foram usadas no seriado  Criminal Minds.

### No Wow
Seu segundo álbum, No Wow, foi lançado pela Domino Records em 21 de Fevereiro de 2005. Mais trabalhado, com menos sons de guitarra, a gravação teve influências de post punk e soou mais despojado que Keep on Your Mean Side.  Originalmente escrito para ser apresentado em um Moog, a banda forçou mudar suas direções e gravar primariamente usando uma guitarra como instrumento central depois de Jamie quebrar o Moog e não poder consertar antes de entrar em estúdio. Um documentário em DVD foi incluído com um número limitado de cópias e contêm uma entrevista, performance e fotos tiradas em turnê.
O primeiro single, "The Good Ones",  de No Wow, foi lançado em 7 de Fevereiro de 2005 e alcançou #23 nas paradas britânicas.
Alison Mosshart participou da música Meds do álbum do Placebo, lançada em 13 de Março de 2006 no Reino Unido, e em 4 de Abril nos Estados Unidos. Ela ainda participou do álbum do  Primal Scream, Riot City Blues.

### Midnight Boom
Em 2 de Novembro de 2007, a banda anunciou em seu blog de notícias que seu terceiro álbum foi feito. O primeiro single chamado "U R A Fever", foi apresentado por Steve Lamacq na BBC Radio 1 em 19 de Novembro. Em 10 de Dezembro de 2007, The Kills foram entrevistados na estação de rádio de New York onde revelaram que o nome do álbum seria Midnight Boom.  Duas músicas foram reveladas: "Alphabet Pony", uma música surreal inspirada por palmas, e "Last Day Of Magic", uma música escrita por Jamie Hince sobre angústia e solidão, com referências a Dostoiévski, Crime e Castigo.
Seguido por uma entrevista na revista Nylon, o novo álbum foi lançado em 10 de Março de 2008 (18 de Março nos Estados Unidos).
Em Março de 2008, Alison foi apresentada no documentário da BBCThe Mighty Boosh: A Journey Through Time and Space.
Em 21 de Outubro de 2008, "Cheap and Cheerful" foi usado no seriado House durante a abertura do episódio "Lucky Thirteen". "Cheap and Cheerful" ainda foi ouvida na trilha sonora da NHL. Foi usada mais tarde no comercial da Fendi no perfume "Fan di Fendi". "U.R.A. Fever" foi tocada durante uma cena de amor no filme The Losers, lançado em 23 de Abril de 2010 (USA).
"U.R.A. Fever" ainda foi apresentada na trilha sonora do filme Welcome to the Rileys.

### Blood Pressures
Em 11 de Setembro de 2009 foi anunciado na página do Myspace da dupla que começaram a trabalhar no seu quarto álbum mas não tinham previsão de lançamento.
Em 26 de Abril de 2010, Alison Mosshart citou que “três quartos do álbum já foram feitos” e “eu estou voltando a fazer turnê com o The Dead Weather e depois termino,”
Finalmente, em 12 de Janeiro de 2011, o grupo anunciou o nome do quarto álbum, 'Blood Pressures', a tracklist e a data de lançamento, 4 de abril de 2011.
Já em 2012, no dia 22 de março, a primeira faixa do álbum, chamada "Future Starts Slow", foi tocada em uma cena do seriado The Vampire Diaries, no episódio "Break On Through" da terceira temporada.
A música "Last Goodbye" foi usada pela Universal Channel na chamada para o encerramento do seriado House.

### Ash & Ice
Lançado oficialmente em 3 de maio de 2016, o quinto álbum de estúdio do The Kills possui 13 faixas e até o momento 4 singles, sendo eles: "Doing It To Death", "Heart of a Dog", "Siberian Nights" e "Impossible Tracks". Todos com videoclipes disponíveis no YouTube, com participação da Alison e Jamie, exceto Siberian Nights.
Uma turnê para o álbum está em andamento, intitulada "Whirling Tour", com shows que passaram pelos EUA, boa parte dos países da Europa e alguns da Ásia. Na setlist, há um mix de canções de toda a carreira da banda, geralmente abrindo as apresentações com "No Wow" ou "URA a fever". Pela primeira vez, Alison Mosshart não está tocando guitarra, ficando apenas com os vocais, e músicos de apoio para a bateria e baixo foram contratados.
O "Ash & Ice" veio após um hiato de cinco anos desde o Blood Pressures. Nesse tempo, o guitarrista Jamie Hince sofreu um acidente que acarretou na perda de movimentos de alguns dedos da mão do músico, que teve que reaprender a tocar guitarra sem o uso destes.

## Discografia

### Álbuns
- Keep on Your Mean Side (2003)
- No Wow (2005)
- Midnight Boom (2008)
- Blood Pressures (2011)
- Ash & Ice (2016)

### EP
- Black Rooster EP (2002)
- Fuck The People (2003) 7"
- Fried My Little Brains (2003)
- Pull A U (2003) 7"
- The Good Ones (2005) 7"
- Love Is A Deserter (2005)
- Run Home Slow (2005) (apenas nos EUA)